# Майкъл Харт
 Тази статия е за американския общественик.  За политолога вижте Майкъл Харт (политолог).  
Майкъл Стърн Харт (на английски: Michael Stern Hart) е американски писател и общественик.
През 1971 година създава първата електронна книга, а малко по-късно основава Проекта „Гутенберг“, първата електронна библиотека.

## Биография и творчество
Роден е в семейството на счетоводител и управителка на магазин в Такоума, щата Вашингтон на 8 март 1947 година. През 1958 година семейството се премества в Ърбана, Илинойс, където родителите му стават университетски преподаватели.
Харт учи в Университета на Илинойс в Ърбана-Шампейн, където се дипломира само за 2 години.
По онова време ползва компютърната система на университета, където създава първата електронна книга и електронна библиотека в историята. До края на живота си ръководи Проекта „Гутенберг“, който през юни 2011 година съдържа над 36 хиляди документа, в основната си част свободни от авторски права.
Майкъл Харт умира в Ърбана на 6 септември 2011 година.